# Erik Holmén

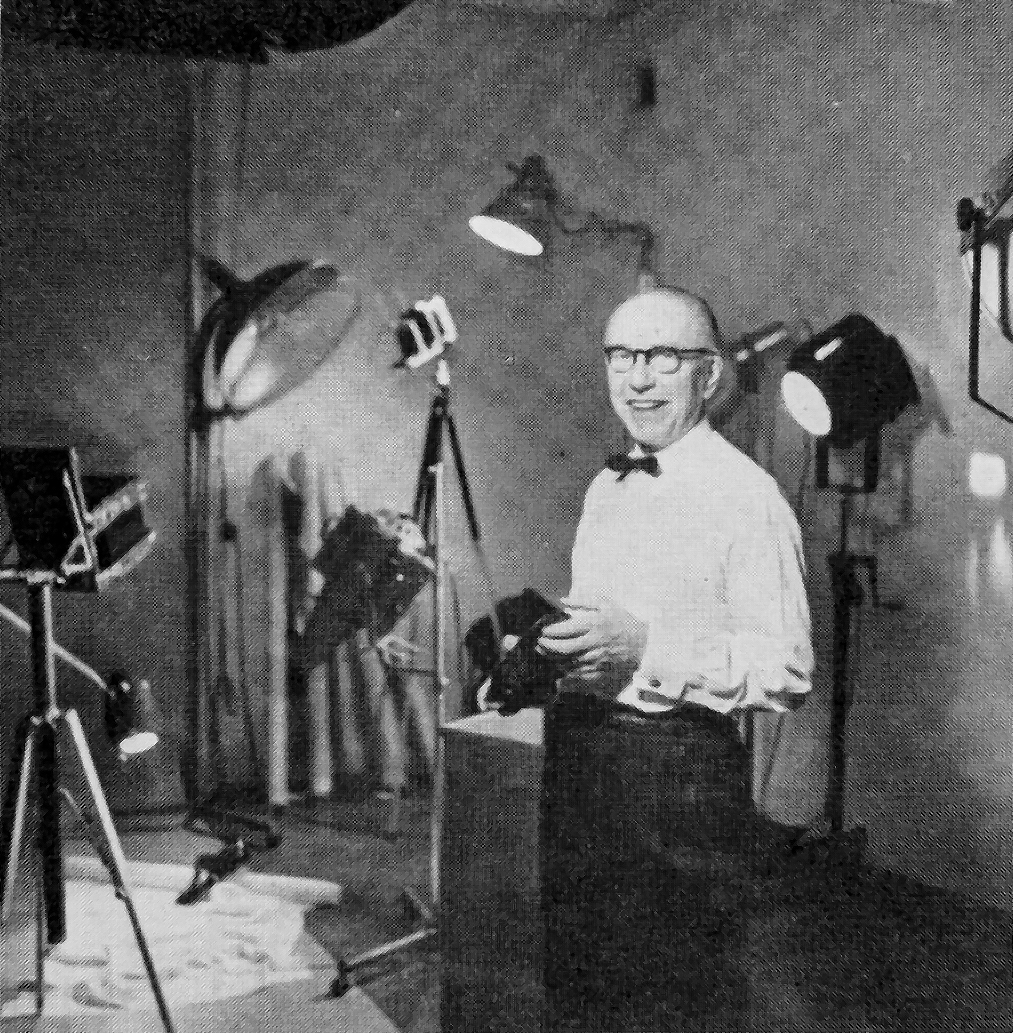
Erik Holmén, 1955

Erik Leonard Holmén, född 14 februari 1893 i Stockholm, död 29 maj 1963, var en svensk fotograf. Från 1917 anställdes han som fotograf på Nordiska Kompaniet. De fotografier som Holmén producerade för Nordiska Kompaniet förvaras idag i arkiven på Nordiska museet och Centrum för Näringslivshistoria.

## Biografi
Erik Holmén började sin utbildning till fotograf 1906 som assistent hos Anton Blombergs internationella pressfotobyrå. År 1916 startade han sin egen verksamhet och fotograferade bland annat för tidningarna Idun och Veckojournalen. Han hade ateljé på Regeringsgatan 11 och senare på Regeringsgatan 61 och 80. Hans första uppdrag för Nordiska Kompaniet gjorde han på antikavdelningen och kom senare att fotografera stora delar av varuhusets verksamhet, kampanjer och de varor som varuhuset sålde. Holméns fotografier utgör en betydande del av Nordiska Kompaniets bildarkiv och består främst av svartvita bilder tagna under perioden 1925–1961. År 1951 blev han officiell hovfotograf.
Förutom den stora mängden fotografier som finns i Nordiska museets arkiv är Holmén även representerad på Moderna museet, Musikverket och i Riksantikvarieämbetets arkiv. Holmén är begravd på Skogskyrkogården i Stockholm.

## Bilder (urval)

Nordiska Kompaniet (svart-vitt)
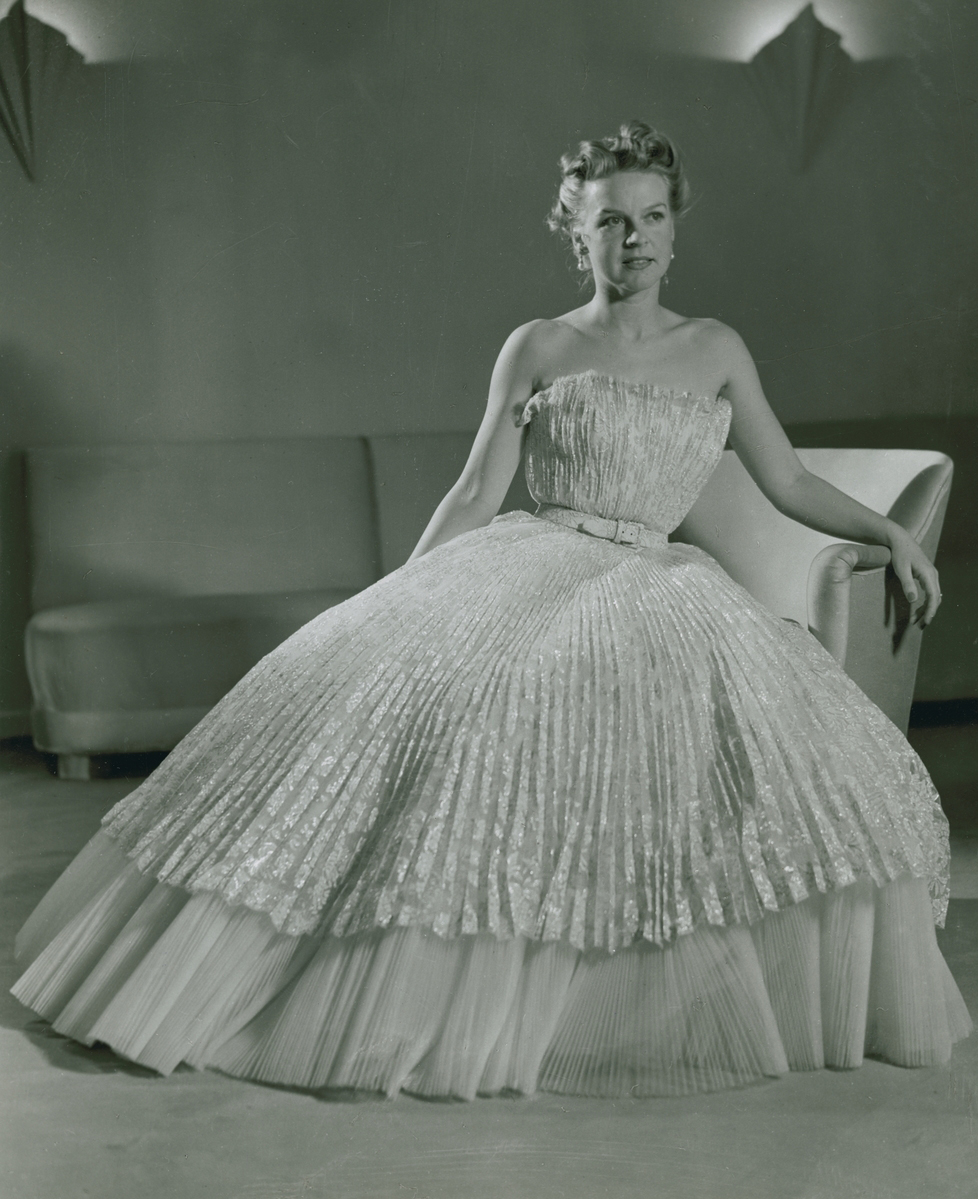
Friherrinnan Palmstierna i fotsid, plisserad aftonklänning från Christian Dior.
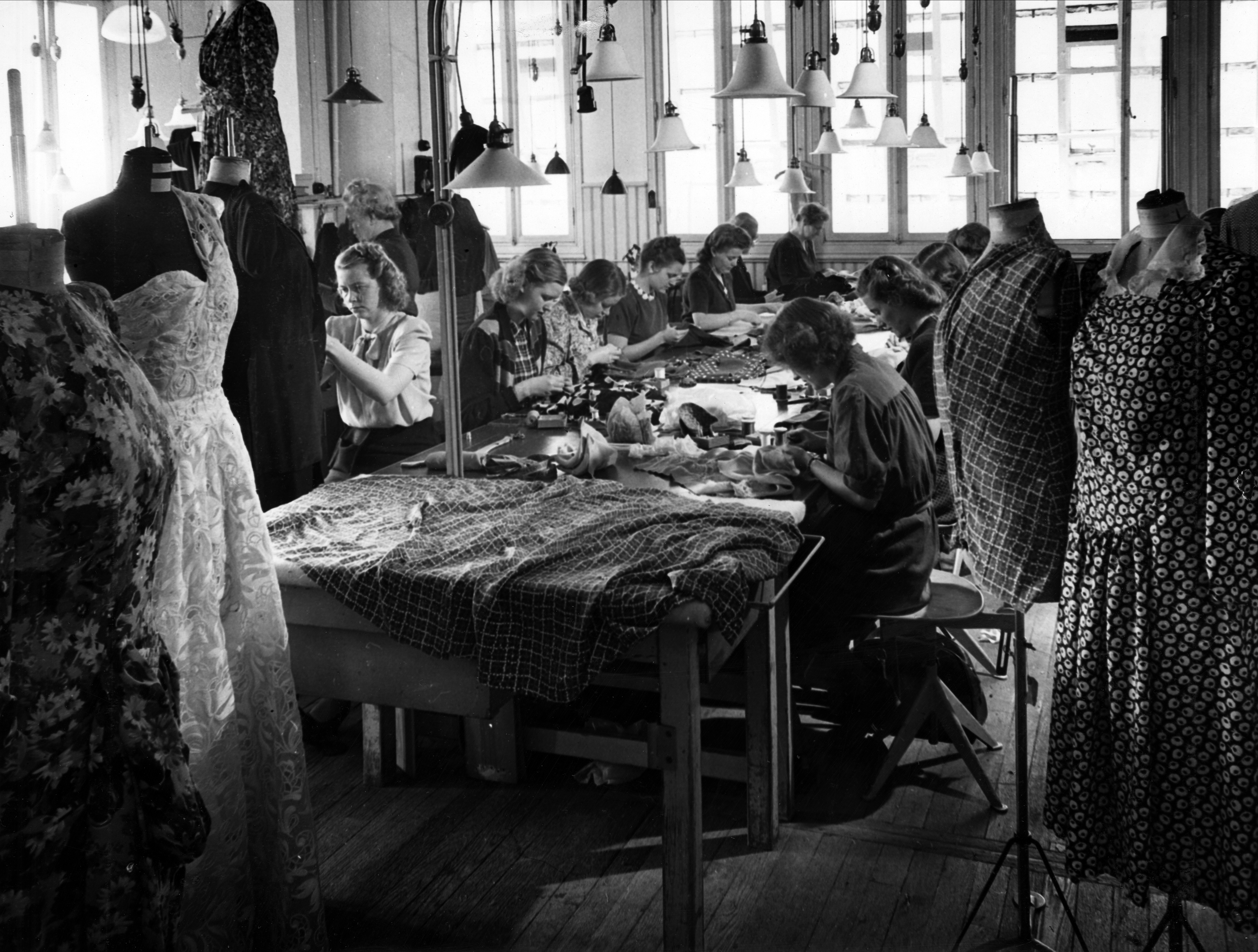
Interiör från Franska damskrädderiet på Nordiska Kompaniet. Sömmerskor i arbete.
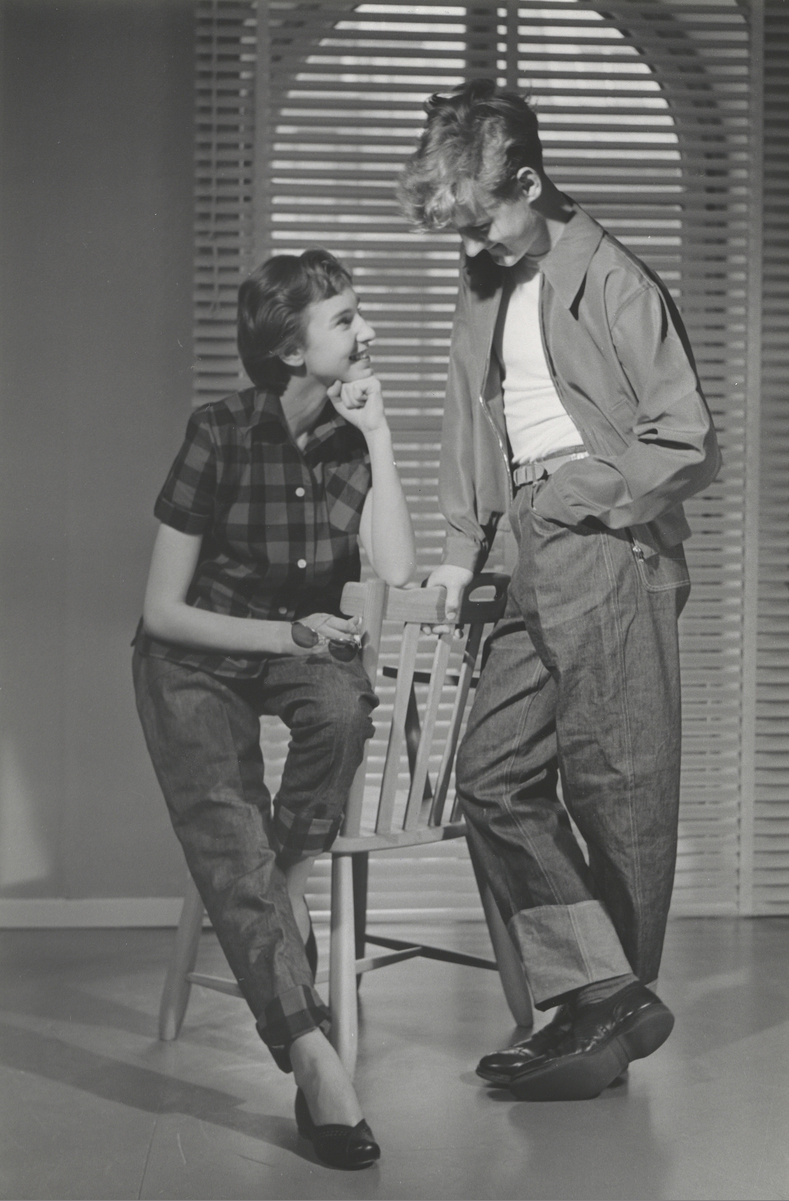
Tonårsmode. Flicka i rutig skjorta och jeans från Melka.
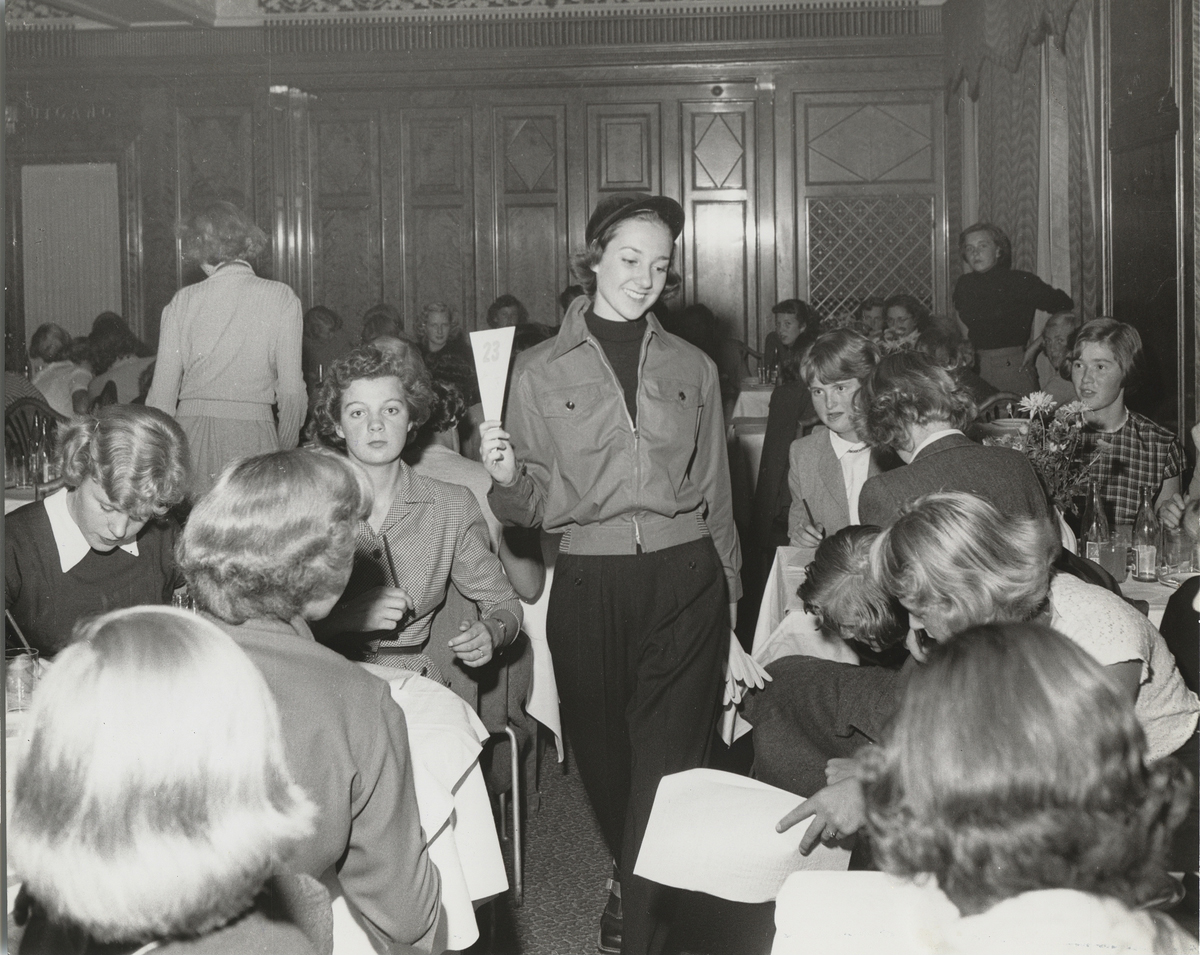
Tonårsmode 1950. Kvinna i kort ljus lumberjacka med dragkedja.
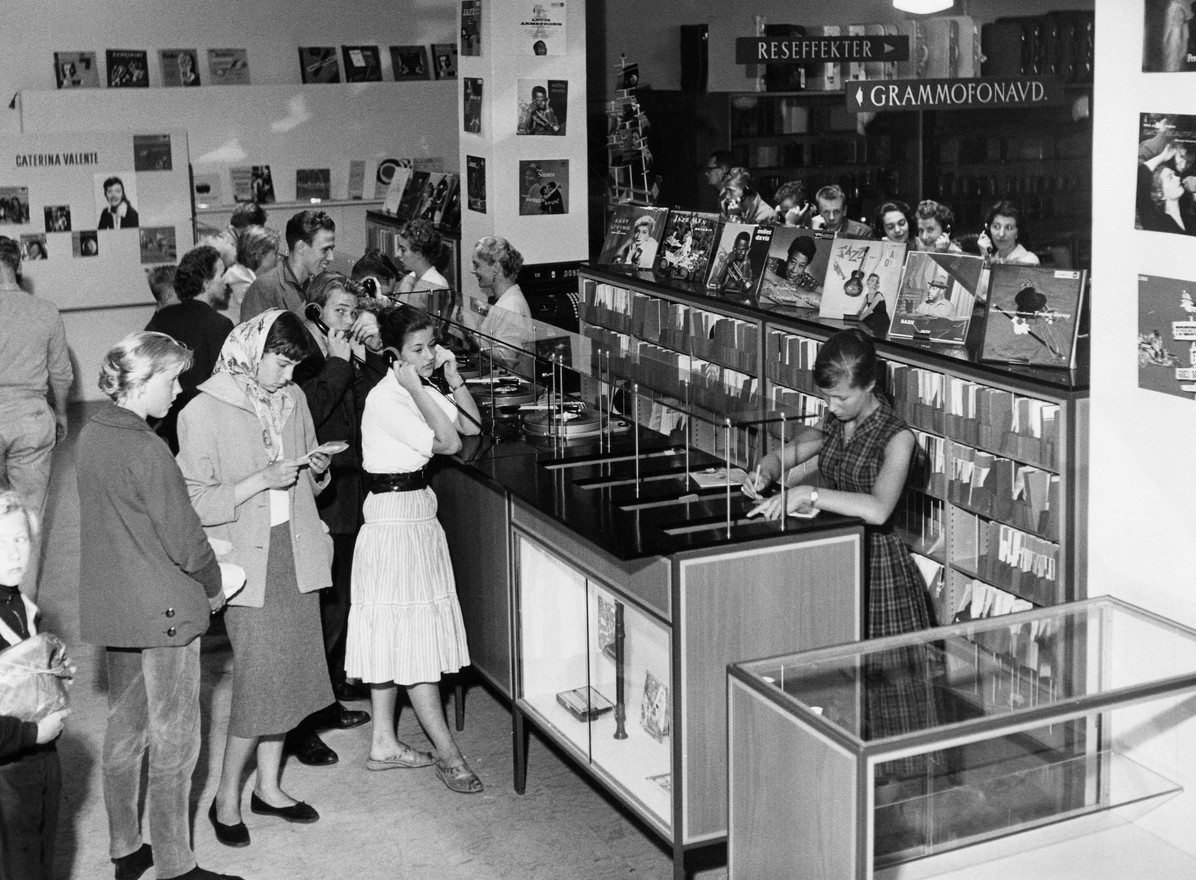
Nya grammofonavdelningen 1957, Nordiska Kompaniet.
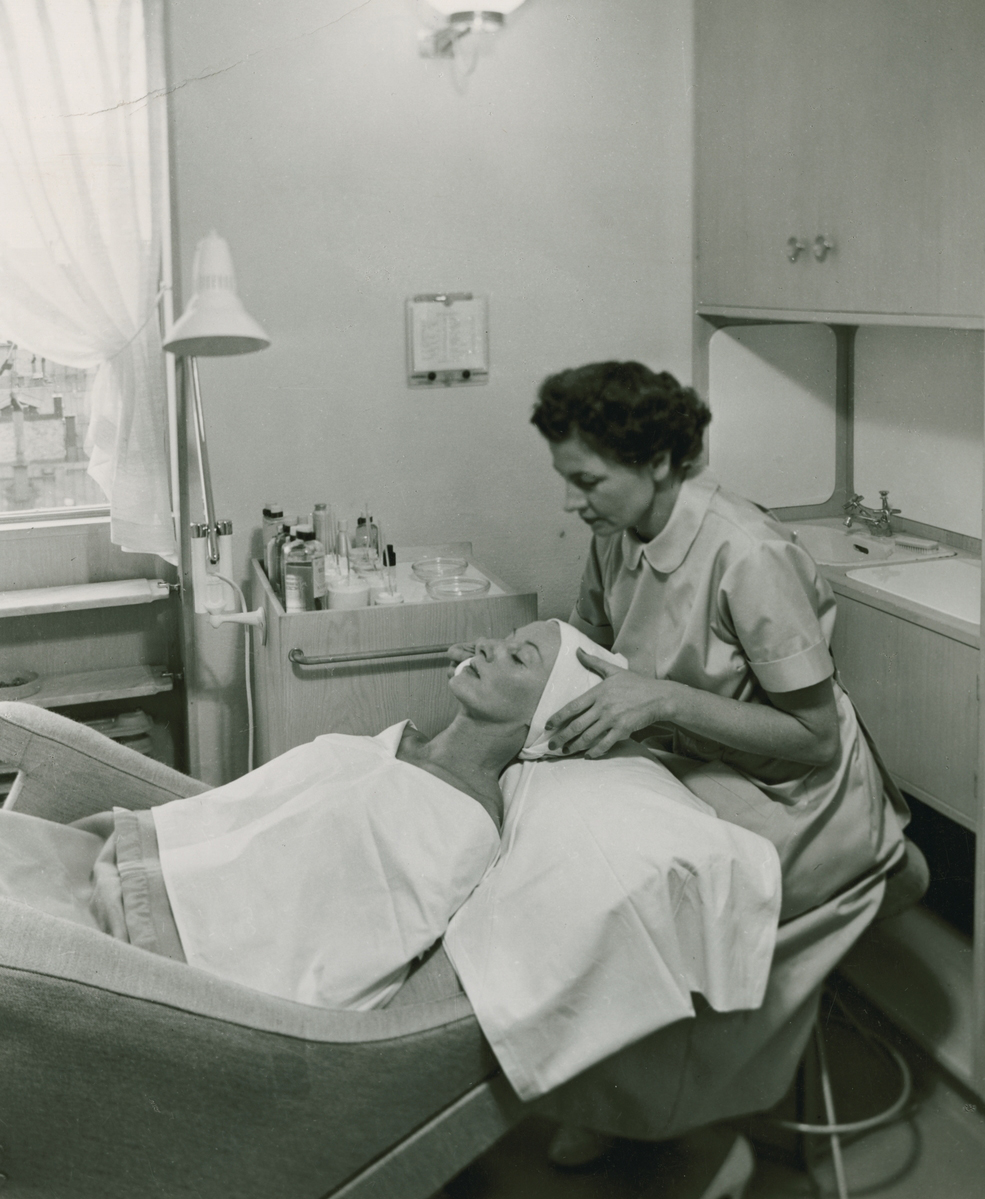
Skönhetsvård.

Föreställningsbilder från Bellman uppsatt 1918, Stockholms Stadion (svart-vitt)
Föreställningen Bellman
Föreställningen Bellman
Föreställningen Bellman